# Lorenzo de Monteclaro
Lorenzo Hernández Martínez, né le 5 septembre 1939 à Cuencamé de Ceniceros (es), dans l'état de Durango est un auteur-compositeur-interprète, producteur de musique et acteur mexicain dont la carrière, qui s'étend sur soixante ans, a profondément influencé l'évolution de la musique régionale mexicaine.

## Origine et famille
Lorenzo Hernández Martínez est le fils de Fermín Hernández et de Candelaria Martínez qui ont huit enfants. Il naît à Cuencamé, mais en 1948, la famille déménage à Velardeña, une autre bourgade de la même municipalité.
Lorenzo de Monteclaro et son épouse Rosamaría Flores (21 janvier 1947-2 février 2023) ont quatre enfants : Lorenzo Hernández Flores, Carlos Gastón Hernández Flores, Ricardo Hernández Flores et Paloma Hernández Flores.

## Chronique
Il a commencé sa carrière artistique dans une émission dominicale, nommée Los Aficionados de los Ejidos que la station de radio XSDN transmettait depuis Torreón. Il y interprète, dans le cadre d'un concours, « Deja que salga la Luna », accompagné par le mariachi Los Huastecos, de Pablo Pacheco. Il ne gagne pas le concours, mais l'émission lui permet de rencontrer la pianiste Chavita Martínez qui lui donne des cours de chant.
Il tente alors sa chance à Torreón, Chihuahua et Ciudad Juárez. À Ciudad Juárez, il travaille dans un restaurant et anime, sur le canal Canal 5 de la radio XEJ, l'émission Noches Rancheras que l'on écoute aussi bien au Texas qu'au Nouveau-Mexique. Pedro Meneses, le directeur de Canal 5, lui suggère d'adopter le nom d'artiste Lorenzo de Monteclaro. Il y fait la connaissance de nombreux artistes comme Germán Valdés, Francisco Avitia (es) ou Juan Gabriel.

## Reconnaissances professionnelles et publiques
La municipalité de Cuencamé a donné son nom à la rue (24° 52′ 26″ N, 103° 41′ 48″ O) où se trouvait la maison dans laquelle il est né.

## Sources
- (es) Alma Rosa Camacho & Jorge Barrera, « Lorenzo de Monteclaro denuncia plagio », sur Esto, Esto, Ciudad de México, Organización Editorial Mexicana, 25 novembre 2015.
- (es) Aldo Magallanes, « ¡Lorenzo de Monteclaro ya llegó de donde andaba! », Espectáculos, sur El Siglo de Torreón, El Siglo de Torreón, Torreón, Editora de la Laguna S.A. de C.V, 28 mars 2021.
- (es) María Luisa Medellín, « Leyenda de la música norteña », El Norte, Monterrey, Nuevo León, Editora El Sol, S.A. de C.V (Grupo reforma), 15 mars 2020.
- (es) « Lorenzo de Monteclaro es una leyenda de la música norteña » (Interview vidéo), Monterrey, Grupo Reforma, 15 mars 2020.
- (es) Redaccion, « Lorenzo de Monteclaro, un grande de la música regional mexicana », Espetaculos, Jalisco, Agencia Quadratín, 10 janvier 2021.
- (es) Gladis Balbastro, « Lorenzo de Monteclaro anuncia la muerte de su esposa con un desgarrador mensaje: “Mi compañera, mi todo” » [html], sur El Heraldo de México, Ciudad de México, Operadora y Administradora de Información y Editorial, S.A. de C.V., 3 février 2023).